# BayArena
La BayArena est un stade de football situé à Leverkusen. Le Bayer Leverkusen, évoluant en championnat d'Allemagne, y dispute ses matchs à domicile depuis 1958.

## Histoire
Le Ulrich-Haberland-Stadion, du nom d'un ancien président de la firme Bayer, est inauguré en 1958, sa capacité s'élève alors à 20 000 spectateurs. En 1963, le stade est équipé d'un système d'éclairage pour les matches en nocturne, puis d'une couverture translucide rétractable lors de sa rénovation en 1986. La capacité est portée à 22 500 places assises en 1996, un système de chauffage de la pelouse est installé pour protéger le terrain du gel et le stade est finalement rebaptisé BayArena en 1998. Il dispose de salles de conférences et d'un restaurant avec vue sur l'aire de jeu. L'hôtel Lindner BayArena est attenant à la tribune nord.
La capacité de la BayArena est trop faible pour qu'elle puisse accueillir des rencontres lors de la coupe du monde 2006. Un projet d'agrandissement a été décidé et a débuté à l'été 2008 pour une durée d'un an. Pendant les travaux, le Bayer Leverkusen a joué ses matchs à domicile au LTU Arena de Düsseldorf.
Le stade rénové accueille son premier match le 10 août 2009 pour une rencontre amicale entre l'équipe réserve du Bayer Leverkusen et le SV Schlebusch. Le premier match officiel comptant pour la Bundesliga se déroule le 15 août 2009 et oppose le Bayer Leverkusen au club d'Hoffenheim.
L'équipe nationale allemande vient jouer dans la BayArena rénovée le 5 septembre 2009 pour un match amical contre l'Afrique du Sud.

## Événements
- Finale de la Coupe de la ligue d'Allemagne (DFL-Ligapokal), 1997 à 2000
- Coupe du monde de football féminin 2011

## Galerie

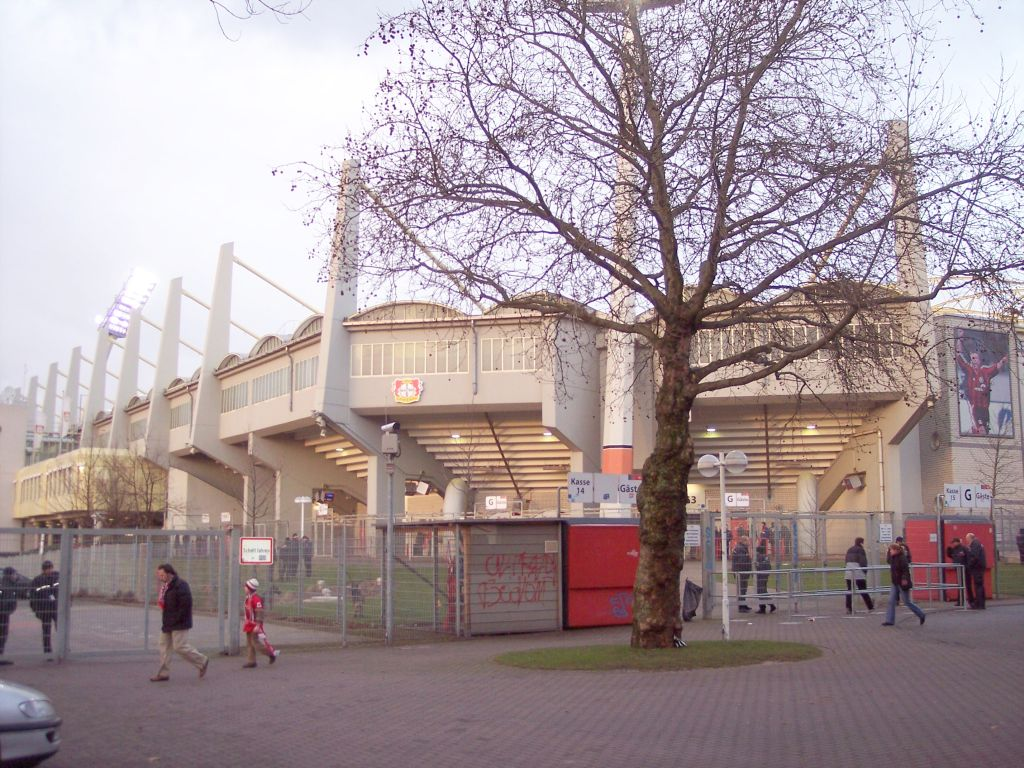
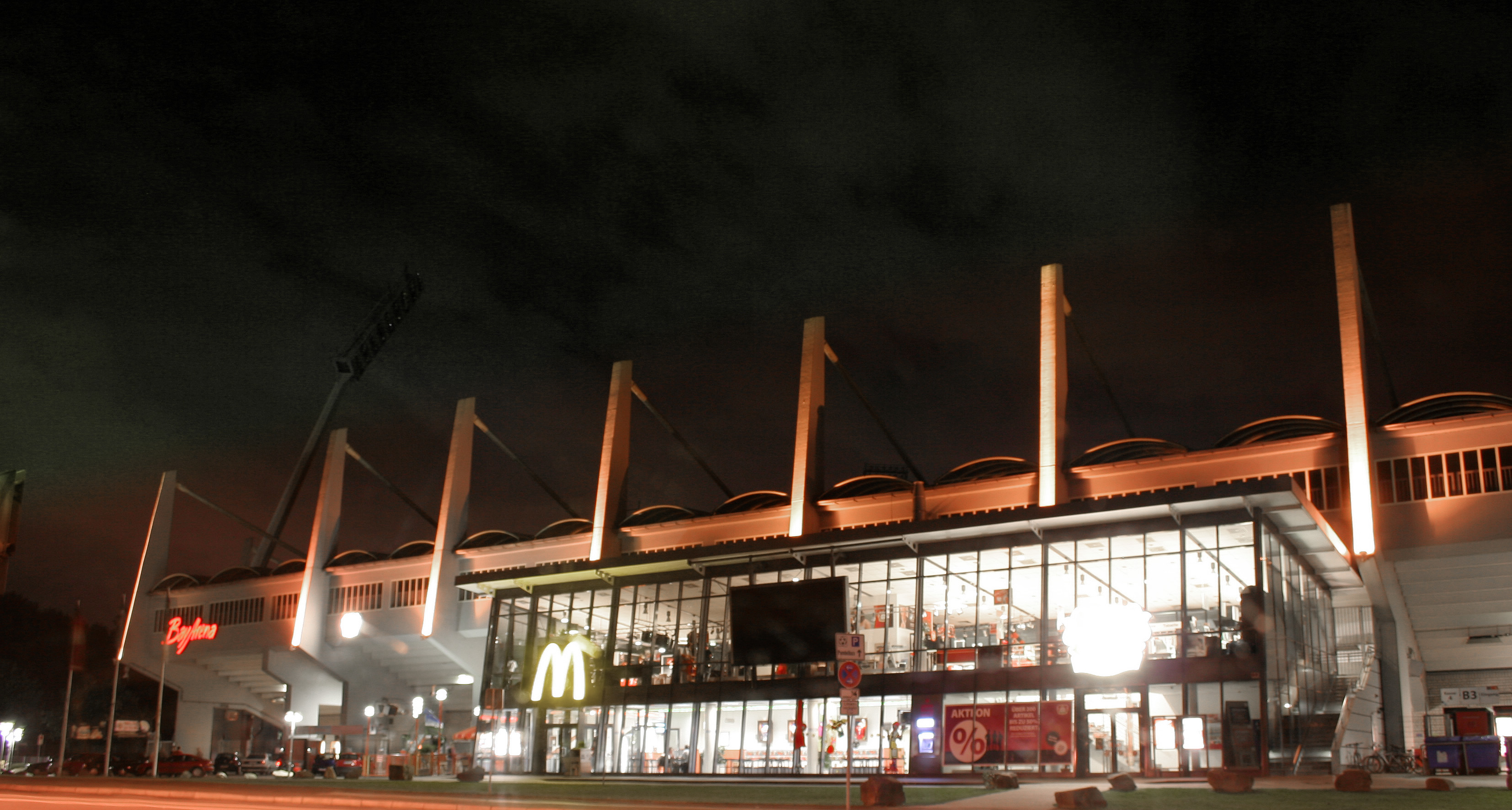